# Aro (raper)
Aro właściwie Arkadiusz Małecki (ur. 1 września 1982 w Wałbrzychu) – polski raper. Członek zespołu Łódzcy Rezydenci. Współtworzył także krótkotrwały duet z Leną. Prowadzi także solową działalność artystyczną. Aro współpracował ponadto z takimi wykonawcami jak: CeHa, Kaff-L, Kula, MaRiO BK, Mezo, Peo-ete-ik (późniejszy Trzeci Wymiar) oraz Stahu.

## Dyskografia
Albumy
| Tytuł                               | Dane dot. albumu                                               |
| ----------------------------------- | -------------------------------------------------------------- |
| Aro - Pierwszysoloprojekt           | - Data: luty 2003 - Wydawca: brak (nielegal)                   |
| Aro - Cogonieznajom                 | - Data: październik 2003 - Wydawca: S.P. Records               |
| Łódzcy Rezydenci - Łódzcy Rezydenci | - Data: 29 lipca 2006 - Wydawca: Hip-Hop.pl (digital download) |
| Aro - Mieszkamy obok                | - Data: 20 czerwca 2008 - Wydawca: brak (nielegal)             |
| Aro - Nie na sprzedaż               | - Data: 18 grudnia 2013 - Wydawca: brak (nielegal)             |
| Aro - Lot skazańców                 | - Data: 21 marca 2016 - Wydawca: brak (nielegal)               |

Kompilacje różnych wykonawców
| Album                     | Rok  | Utwór                                                                          | Źródło |
| ------------------------- | ---- | ------------------------------------------------------------------------------ | ------ |
| Klan CD#31                | 2003 | Aro - "Wstań i pokaż złość"                                                    | [ 11 ] |
| Nadzieja umiera ostatnia  | 2005 | AS MAT, Lena & Aro - "Noce i dnie"                                             | [ 12 ] |
| Rap Eskadra 3             | 2005 | Łódzcy Rezydenci - "Mój blok, moja historia" Łódzcy Rezydenci - "Chodź ze mną" | [ 13 ] |
| Dobre składy              | 2006 | CeHa - "Nie ważne" (gościnnie: Aro, Nalef)                                     | [ 14 ] |
| Rap Eskadra 6 - Zima 2008 | 2007 | Łódzcy Rezydenci - "Oficjalnie"                                                | [ 15 ] |

Występy gościnne
| Album                                | Rok  | Utwór                                              | Źródło |
| ------------------------------------ | ---- | -------------------------------------------------- | ------ |
| Mezo - Wyjście z bloków (oraz Tabb)  | 2005 | "Piąty Rejs" (gościnnie: Aro)                      | [ 16 ] |
| CeHa - W przedsprzedaży              | 2005 | "Nie Ważne" (gościnnie: Aro, Nalef, Masia)         | [ 17 ] |
| As Mat - W twe ręce składam mą duszę | 2005 | "Noce i dnie" (gościnnie: Lena & Aro)              | [ 18 ] |
| Kula - Re-produkcja                  | 2005 | "Qumash" (gościnnie: Kawa, Aro)                    | [ 19 ] |
| Mezo - Dekada 1997–2007              | 2007 | "Piąty Rejs" (gościnnie: Aro)                      | [ 20 ] |
| Stahu - Projekt ściśle fajny         | 2007 | "Niespodziewanie" (gościnnie: Aro, Kawa)           | [ 21 ] |
| Kaff-L - Czarna krew                 | 2009 | "Outro (na dzień dobry)" (gościnnie: Aro, Tik Tak) | [ 22 ] |
| MaRiO BK - Nic po myśli EP           | 2010 | "Stara szkoła" (gościnnie: Aro)                    | [ 23 ] |
| MaRiO BK - Wciśnij play              | 2011 | "To miasto tym oddycha" (gościnnie: Aro)           | [ 24 ] |